# Yasuke
Yasuke (jap. 弥助 lub 弥介 lub 彌助 lub 彌介; ur. ok. 1555 w Afryce Wschodniej, zm. po 1582) – mężczyzna afrykańskiego pochodzenia, który przybył do Japonii w początkowej fazie okresu Azuchi-Momoyama wraz z jezuickim misjonarzem Alessandro Valignano. W 1581 został przedstawiony daimyō Nobunadze Odzie, któremu następnie służył aż do incydentu w świątyni Honnō-ji w 1582.

## Teorie o pochodzeniu
O życiu Yasuke wiadomo bardzo niewiele. W źródłach brak pewnych informacji o jego pochodzeniu i prawdziwym imieniu. Stąd też pojawiło się wiele teorii, które w różny sposób próbowały wyjaśnić jego pochodzenie.
Jezuita François Solier w wydanej w 1627 pracy Histoire Ecclesiastique Des Isles Et Royaumes Du Japon (Historia Kościoła na Wyspach i Królestwach Japonii) stwierdził, że Yasuke był „czarny jak Etiopczycy z Gwinei, ale urodził się w Mozambiku, a więc należał do ludów, które prawidłowo nazywamy Kaframi, a które mieszkają niedaleko Przylądka Dobrej Nadziei”. Ponieważ relacja ta została spisana ok. 40 lat po działalności Yasuke w Japonii, istnieją podejrzenia, że Solier oparł swój wywód nie na faktach, lecz na własnych założeniach – wybrzeże Mozambiku było bowiem wówczas eksplorowane przez Portugalczyków. Potwierdzeniem może być jednak fakt, że pierwsi Afrykanie przybywali do Kraju Kwitnącej Wiśni od 1546 właśnie z wybrzeża Mozambiku.
W 2013 w popularnym japońskim programie „Discovery of the World’s Mysteries” (世界 ふ し ぎ 発 発) wysunięto hipotezę, iż Yasuke mógł pochodzić z plemienia Makua i mieć na imię Yasufe lub nosić znacznie bardziej popularne imię – Issufo. Interpretacja ta nie posiada jednak wystarczających dowodów, a według dotychczasowych ustaleń brak jest dowodów, że lud Makua nawiązał intensywniejsze kontakty z Portugalczykami przed 1585.
Wśród innych teorii o pochodzeniu Yasuke podaje się, że wywodzić się on mógł z ludu Yao albo skądś z głębi lądu. Argumentem za tym przemawiającym ma być fakt, że członkowie Yao utrzymywali wówczas wzmożone kontakty z Portugalczykami, a jego imię miało się wziąć od nazwy ludu i dodanie do niego popularnego wśród Japończyków męskiego przyrostka suke: Yao-suke. Z kolei Thomas Lockley zasugerował, że Yasuke należał do ludu Siddi i pochodził z terenów dzisiejszej Etiopii. Argumentem miała być dobra budowa ciała wojownika. W Japonii został bowiem określony jako wysoki, dobrze zbudowany i mający siłę dziesięciu ludzi. Członkowie ludu Siddi odznaczali się wówczas silną budową ciała i byli sprawnymi żołnierzami, docenianymi przez Portugalczyków. W myśl teorii Lockleya jego imię mogło pochodzić od etiopskiego Yisake lub portugalskiego Isaque (tj. Izaak).

## Kariera w Japonii

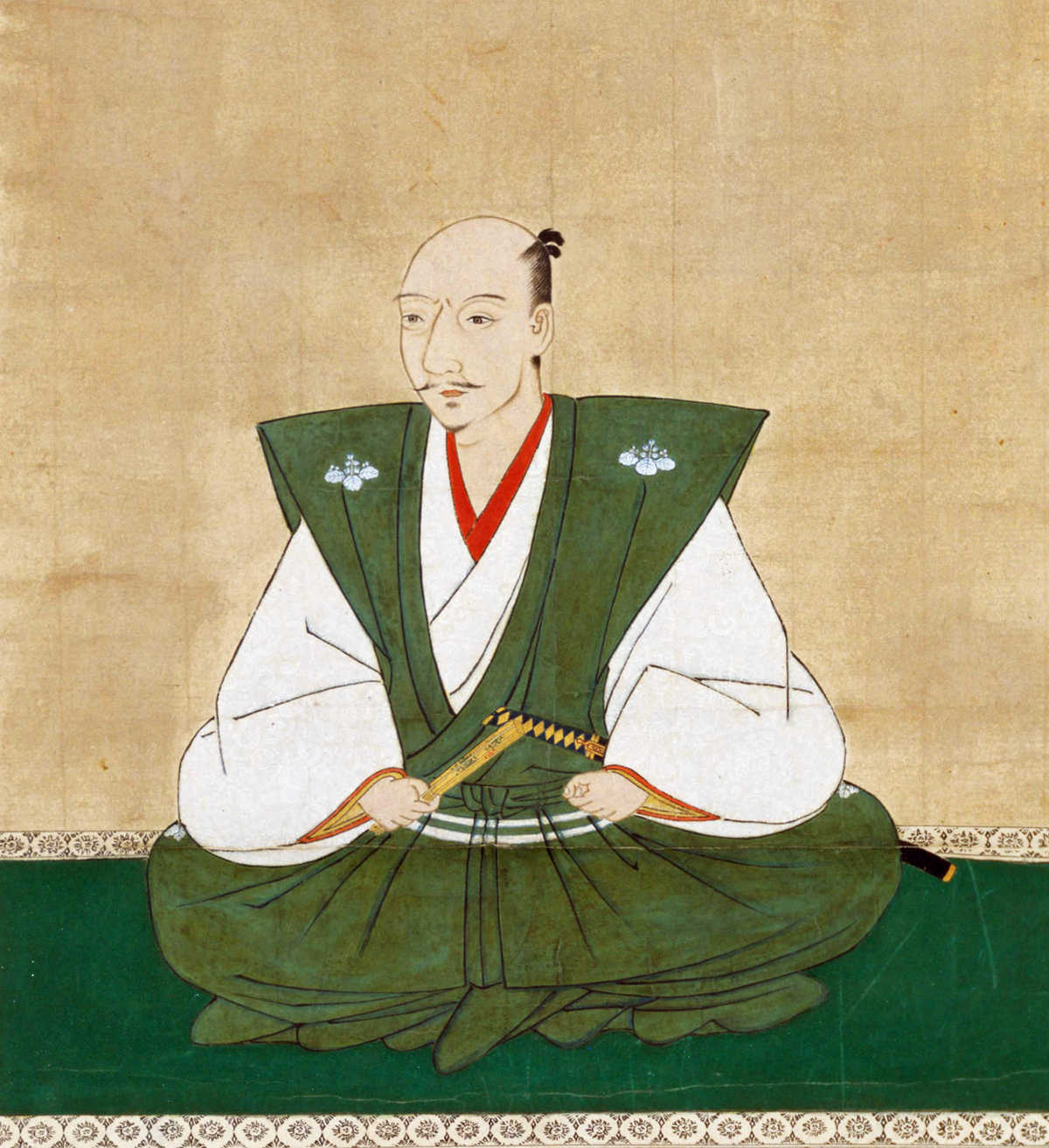
Nobunaga Oda na obrazie z końca XVI w.

Po raz pierwszy na kartach historii Yasuke pojawił się w 1579, gdy przybył do Japonii wraz z pochodzącym z południowej Italii misjonarzem Alessandro Valignano. Duchowny został tam wysłany jako wizytator misji jezuickich w Indiach (rozumianych nie jako współczesne państwo, lecz ogromny obszar geograficzny obejmujący wschodnią Afrykę, oraz południową i wschodnią Azję). Po dwóch latach działalności w Japonii misjonarze odwiedzili Kioto, ówczesną stolicę. Pojawienie się tam wówczas czarnoskórego Yasuke wzbudziło ogromne poruszenie wśród mieszkańców. Zainteresowanie jego osobą było tak duże, że w końcu został przedstawiony daimyō Nobunadze Odzie, jednemu z najpotężniejszych ówczesnych władców feudalnych i inicjatora zjednoczenia państwa. Nobunaga początkowo uznał, że przybysz pomalował skórę atramentem, więc kazał mu się rozebrać od pasa w górę i zmusił do szorowania. Wówczas dopiero przekonał się o jego niezwykłym wyglądzie i faktycznie się nim zainteresował. Wydarzenie to zostało opisane przez lokalnych jezuitów dwukrotnie: w liście Luísa Fróisa do Lourenço Mexia w 1581 oraz w tzw. Rocznym raporcie misji jezuickiej w Japonii z 1582, które opublikowano jako  Cartas que os padres e irmãos da Companhia de Jesus escreverão dos reynos de Japão e China II w 1598.
Także japońskie źródło, tzw. Kronika Pana Nobunagi (lub Shinchō kōki, jap. 信長公記), odnotowało ten incydent: „23 dnia 2 miesiąca [tj. 23 marca 1581 r.] z krajów chrześcijańskich przybył czarny giermek [黒 坊 主 kuro-bōzu – zapewne „pomocnik”]. Mężczyzna był zdrowy i miał dobre maniery, a Nobunaga chwalił siłę Yasuke. Siostrzeniec Nobunagi dał mu pewną sumę pieniędzy na pierwszym spotkaniu”.
W połowie maja misjonarze odbyli podróż do prowincji Echizen i spotkali się z przedstawicielami lokalnych klanów: Katsutoyo Shibata, Hidekatsu Hashiba i Katsuie Shibata. 30 maja powrócili do stolicy. Wkrótce później, lecz w nieznanych bliżej okolicznościach Yasuke został przyjęty na służbę u Nobunagi. Wiąże się z tym przypuszczenie, że potrafił mówić po japońsku lub uczył się tego języka intensywnie, gdyż możnowładca chętnie z nim rozmawiał. Naukę mógł rozpocząć z woli ojca Valignano, który chciał by jego współpracownicy potrafili porozumieć się z mieszkańcami ziem, na których działali. Yasuke szybko uzyskał wysoki status w otoczeniu daimyō, o czym świadczy fakt, że od swojego protektora otrzymał rezydencję, krótki miecz wakizashi(miecz chłopski) oraz nałożono na niego obowiązek posiadania broni. Według Thomasa Lockleya oznaczało to, że uzyskał rangę samuraja, jednak kwestia ta jest dyskusyjna z powodu braku dostatecznych źródeł z tamtego okresu.
Okres, w którym Yasuke przebywał w Japonii nie należał do spokojnych. Unifikacyjne ambicje Nobunagi oznaczały liczne konflikty zbrojne. W pierwszej połowie 1582 połączone siły Ody i Ieyasu Tokugawy zaatakowały i pokonały Katsuyoriego Takedę pod Tenmokuzan. Następnie Oda wraz z Yasuke przemaszerował przez ziemie klanu Takeda i w drodze powrotnej spotkał się z Tokugawą. Będący w orszaku Ieyasu Matsudaira Ietada opisał czarnoskórego wojownika, jako mężczyznę mierzącego ok. 188 cm o kolorze skóry przypominającym węgiel drzewny. Matsudaira twierdził również, że nosił on miano Yasuke (弥 介).
W drugiej połowie 1582 Nobunaga uwikłany był w konflikt z klanem Mōri, w jego trakcie nakazał on jednemu ze swoich dowódców, Akechiemu Mitsuhide, wymarsz na zachód, w celu pomocy oddziałom Hashiby Hideyoshiego. Mitsuhide zignorował jednak rozkaz i skierował swoje wojska do ataku na świątynię Honnō-ji, gdzie przebywał Nobunaga, który zginął w trakcie walk w płonącej świątyni, bądź poprzez seppuku (tzw. Incydent w świątyni Honnō-ji). Yasuke, znajdujący się w Honnō-ji w czasie ataku, przeżył incydent i udał się do pobliskiego zamku Nijō, gdzie przebywał syn Nobunagi, Nobutada, został tam ponownie zaatakowany przez siły Akechiego Mitsuhide i wzięty do niewoli. Na widok Yasukego, Akechi miał stwierdzić, że jest on zwierzęciem, a nie człowiekiem i nie zasługuje na honorową śmierć przysługującą wojownikom. Zamiast tego nakazał przekazać go jezuitom, którzy wówczas prowadzili kościół Nanbanji w Kioto. Wersja ta jednak budzi wątpliwości, odnośnie jej autentyczności. Nie istnieją inne, zapisane wzmianki o Yasuke.

## Wizerunki w sztuce

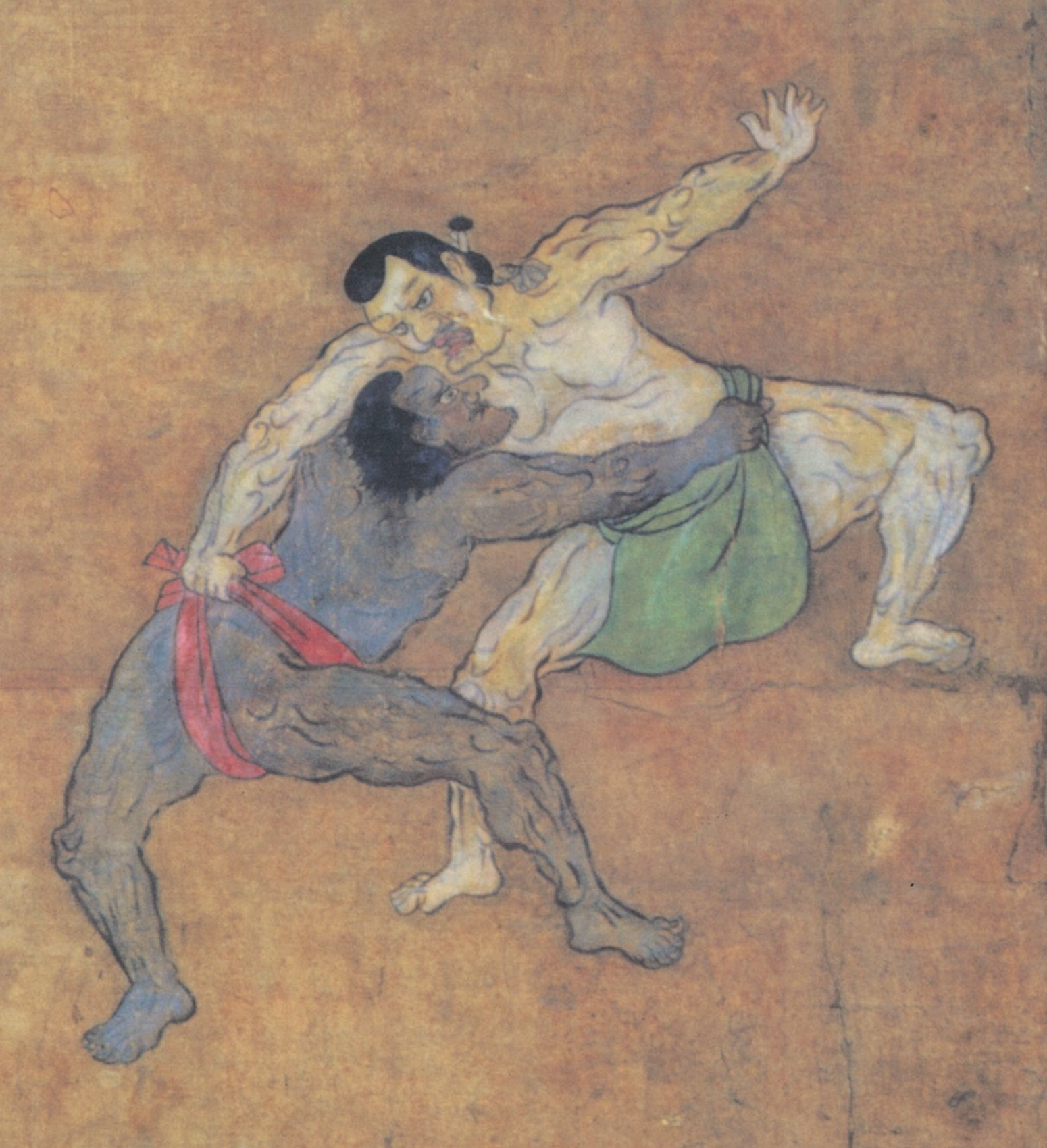
Fragment obrazu Sumō yūrakuzu byōbu (ok. 1605)

Nie jest znany żaden potwierdzony obraz, na którym Yasuke zostałby bezspornie przedstawiony. Natomiast domniemuje się, że mógł zostać przedstawiony na niektórych obrazach. Wśród nich wymienia się jedno z dzieł malarza Eitoku Kanō, który gościł na dworze Nobunagi podczas pobytu Yasukego. Na obrazie tym przedstawiono m.in. dobrze ubranego czarnoskórego mężczyznę, którego wiąże się właśnie z Yasuke.
W portugalskim Muzeum Caramulo znajduje się pudełko na kałamarz w stylu rinpa z lat 90. XVI w., na którym przedstawiono czarnoskórego mężczyznę w stroju europejskim, który nie jest podporządkowany, również przedstawionym na pudełku, Portugalczykom. Spekuluje się, że może to być przedstawienie Yasuke.
Z 1605 pochodzi natomiast obraz anonimowego artysty Sumō yūrakuzu byōbu, który przedstawia walkę sumo pomiędzy Japończykiem i czarnoskórym przeciwnikiem w otoczeniu innych zawodników i widzów. Spekuluje się, iż mogła to być walka samego Ody Nobunagi z Yasuke, gdyż możnowładca ten słynął z zamiłowania do sumo i zorganizował wiele turniejów.
Także współcześnie historia Yasuke inspiruje artystów. Jego wyobrażenie przedstawił m.in. rysownik Kenneth Trotter, a rzeźbę czarnoskórego samuraja wykonała Nicola Roos. Yasuke to także jeden z głównych bohaterów gry Assasin's Creed Shadows; w grze Yasukego przedstawiono jako Mozambijczyka imieniem Diogo, który dotarł do Japonii wraz z jezuickimi misjonarzami, i tytułuje się go samurajem (patrz: Yasuke w Assassin's Creed).